# Polytelodes florifera
Polytelodes florifera là một loài bướm đêm trong họ Noctuidae.